# Herbita pallidaria
Herbita pallidaria là một loài bướm đêm trong họ Geometridae.